# ペルディータ (衛星)
ペルディータ (Uranus XXV Perdita) は、天王星の第25衛星である。

## 発見
ペルディータの発見の経緯は若干複雑である。ペルディータの最初の画像は、1986年1月18日にボイジャー2号が天王星をフライバイした際に撮影されていたが、10年以上にわたって新しい衛星であるとは認識されないままであった。
1999年5月18日になって、公開されていたボイジャー2号の観測データの中から Erich Karkoschka によって発見が報告され、S/1986 U 10 という仮符号が与えられた。発見報告が1999年であるにも関わらず仮符号に「1986」と付いているのは、発見の元になった画像が撮影されたのが1986年だからである。しかし、この時にはペルディータの実在を確認する画像が撮影できなかったため、2001年にこの「新発見」は却下されていた。
その後2003年8月25日に、ハッブル宇宙望遠鏡を用いた観測で Mark R. Showalter と Jack J. Lissauer によってペルディータの画像が取得され、予想される位置にペルディータが存在するのが確認された。この観測では、1986年に同じくボイジャー2号で発見されたもののその後検出が確認されていなかったオフィーリアも再発見されている。

## 命名
上記の通り、発見報告後には S/1986 U 10 という仮符号が与えられた。その後2005年12月29日に、ウィリアム・シェイクスピアの戯曲『冬物語』のレオンテスとハーマイオニーの娘に因んで命名され、Uranus XXV という確定番号が与えられた。

## 物理的特徴
ペルディータは、測光的特徴や軌道要素がよく似たビアンカ、クレシダ、デズデモーナ、ロザリンド、ポーシャ、ジュリエット、ベリンダ、ジュリエットとともに、ポーシャ群を形成している。ペルディータの幾何アルベドは 0.08 と測定されている。

## 軌道
ペルディータの軌道は、ベリンダとパックの軌道の間にある。ハッブル宇宙望遠鏡での観測により、ペルディータの天王星の周りでの公転運動はケプラーの法則からずれていることが分かっている。これは付近の衛星との軌道共鳴によって動きが乱されていることが原因であり、すぐ内側を公転するベリンダとは 43:44 の軌道共鳴を起こしている。またロザリンドとは 8:7 の軌道共鳴に近い関係にある。